# Oxidieren (Wärmebehandlung)
Das Oxidieren ist ein Verfahren der thermochemischen Wärmebehandlung. Dieser Prozess erzeugt eine dichte Oxidschicht zum Schutz vor Korrosion oder Verschleiß. Besonders im Anschluss an das Nitrieren oder Nitrocarburieren wird häufig eine Oxidation durchgeführt.

## Materialien und Anwendungsgebiete
Ein breites Spektrum an Werkstoffen kann nach der Wärmebehandlung oxidiert werden. Eisenwerkstoffe wie Stahl (Einsatzstahl, Vergütungsstahl, Nitrierstahl, Werkzeugstahl) aber auch Sinterwerkstoffe sind bei dem Verfahren am bedeutendsten.
Die Behandlung von hochchromhaltigen Stählen mit der Oxidation wird selten angewendet. Bei diesen Werkstoffen wird i. d. R. angestrebt die vom Werkstoff mitgebrachte Korrosionsbeständigkeit während der Wärmebehandlung zu erhalten.
Das Oxidieren findet in mehreren Branchen Anwendung:
- Automobilzulieferindustrie (z. B. Kugelbolzen, Schaltgetriebe, Wellen, Ventile usw.)
- Hydraulikindustrie (z. B. Zylinder, Kolben usw.)
- Getriebeindustrie
- Werkzeughersteller

## Dampfanlassen
Das Dampfanlassen (auch Vaporisieren) ist ein Spezialfall der Oxidation in reiner Wasserdampfatmosphäre bei etwa 520 bis 580 °C. Wasser dissoziiert unter diesen Bedingungen zu Wasserstoff und Sauerstoff. Das Verfahren kommt primär bei Eisenwerkstoffen zum Einsatz; so behandelte Werkzeuge eignen sich nur für die Bearbeitung dieser Werkstoffe.
Auf dem Werkstück entsteht eine etwa 10 µm dicke, dunkelblaugrau-mattschwarze Schicht aus Eisen(II,III)-oxid (natürlich als Magnetit vorkommend). Neben dem optischen Effekt wird durch das Dampfanlassen die Korrosionsbeständigkeit verbessert, die Oberflächenhärte erhöht und der Reibkoeffizient minimiert. Häufig werden die Werkstücke zusätzlich noch nitriert.